# Onthophagus trigibber
Onthophagus trigibber là một loài bọ cánh cứng trong họ Bọ hung (Scarabaeidae).